# Ulla Hausen
Anna Julia Ulrika (Ulla) Hausen, född 7 februari 1889 i Helsingfors, död där 20 oktober 1978, var en finländsk skolledare. Hon var syster till professor Hans Hausen.
Hausen, som var dotter till statsarkivarie Reinhold Hausen och Anna Böning, blev student 1906 och filosofie magister 1925. Hon var auskultant vid olika lärdomsskolor i Sverige och Storbritannien samt var lärare, sedermera lektor, i Brändö svenska samskola i Helsingfors 1912–1954 och föreståndare för nämnda skola 1912–1951.